# Palaeorhiza micheneri
Palaeorhiza micheneri är en biart som beskrevs av Hirashima 1989. Palaeorhiza micheneri ingår i släktet Palaeorhiza och familjen korttungebin. Inga underarter finns listade i Catalogue of Life.